# Ranxeria Cold Springs
La Ranxeria Cold Springs dels indis Mono de California és una tribu reconeguda federalment dels amerindis mono. La Ranxeria Cold Springs també és el nom de la reserva tribal, que es troba al comtat de Fresno (Califòrnia).

## Cultura
La tribu Cold Springs està formada pels amerindis mono occidentals, la llar tradicional dels quals es troba al sud dels turons de Sierra Nevada a Califòrnia. La llengua mono forma part de la família lingüística uto-asteca. Les glans són l'aliment tradicional amb gran importància simbòlica. Llur història oral està inclosa en les narratives tradicionals mono.

## Govern
Els mono de Cold Springs van ratificar la seva constitució tribal l'11 d'abril de 1970, que fou reformada per darrer cop en 2001. Llur Consell Tribal és escollit democràticament i inclou un president, un vicepresident, secretari-tresorer i tres membres del consell. Tots els membres de la tribu majors de 18 anys poden formar-ne part.

## Registrament
El registre tribal de la Ranxeria COld Springs es limita a aquells membres que figuren en el Pla de Distribució d'Actius de la Ranxeria Cold Springs de 1960 i els seus descendents en línia directa que tenen un percentatge de sang ameríndia de Califòrnia d'almenys una quarta part. Aproximadament de 159 a 193 persones vivien a la Ranxeria Cold Springs, i la tribu té enregistrats de 265 a 275 membres.

## Reserva
La Ranxeria Cold Springs ocupa 155 acres a la vall de Sycamore, a 72 kilòmetres a l'est de Fresno (ciutat de Califòrnia). Les terres són properes a Tollhouse (Califòrnia), on la tribu té la seu.